# Murder Party (film, 2007)
Pour les articles homonymes, voir Murder Party (homonymie).
Pour plus de détails, voir Fiche technique et Distribution.
Murder Party est un film américain réalisé par Jeremy Saulnier, sorti en 2007.

## Synopsis
Christopher, un homme simple et solitaire, trouve par terre une invitation à une fête costumée d'Halloween du nom de Murder Party. Il se fabrique un costume de chevalier en carton et se rend à la fête à Brooklyn. Il découvre alors qu'il s'agit d'un piège imaginé par des étudiants en art. Ceux-ci souhaitent commettre un assassinat à la façon d'une œuvre d'art.

## Fiche technique
- Titre français : Murder Party
- Réalisation et scénario : Jeremy Saulnier
- Pays de production :  États-Unis
- Format : couleurs - 35 mm - 1,78:1 - Dolby
- Genre : comédie, horreur
- Durée : 79 minutes
- Date de sortie : 2007

## Distribution
- Chris Sharp : Christopher S. Hawley
- Kate Porterfield : Ticketed Lady
- Tess Porterfield Lovell : Ticketed Little Lady
- Puff Snooty : Sir Lancelot
- Damon Lindsay : rappeur dans le métro
- Macon Blair : Macon
- Stacy Rock : Lexi
- Skei Saulnier : Sky
- Paul Goldblatt : Paul
- William Lacey : Bill
- Sandy Barnett : Alexander
- Bill Tangradi : Zycho
- Sampson Saulnier : Hellhammer
- Beryl Guceri : assistant photo
- Michael Clomegah : portier de la fête

## Distinction
- Slamdance Film Festival 2007 : Prix du public du meilleur long métrage de fiction